# エドゥアルド・ダ・シルヴァ
エドゥアルド・アルヴェス・ダ・シルヴァ（ポルトガル語: Eduardo Alves da Silva, 1983年2月25日 - ）は、ブラジル出身の元サッカー選手。元クロアチア代表。ポジションはフォワード。

## 経歴

### クラブ

#### ディナモ・ザグレブ
バングーACから15歳でクロアチアへと渡り、ディナモ・ザグレブユースへ入団。2005-06シーズンに得点王に輝くなどブレイクし、2006年12月にはクロアチア年間最優秀選手賞を受賞した。クロアチア・リーグでは2シーズン連続でアシスト王に輝いた。2006-07シーズンはワールドカップ代表に落選したことへの鬱憤を晴らすかのようにクロアチア・リーグ史上最多の年間34ゴールを記録、2年連続の得点王となった。UEFAチャンピオンズリーグ予備予選3回戦では、アーセナルFC相手に唯一得点を決めたことから、同チームの監督であるアーセン・ヴェンゲルの興味を引き、シーズン終了後にクロアチアのクラブが受け取る移籍金としては過去最高の1625万ポンド（約40億円）でアーセナルへ移籍を果たした。

#### アーセナル

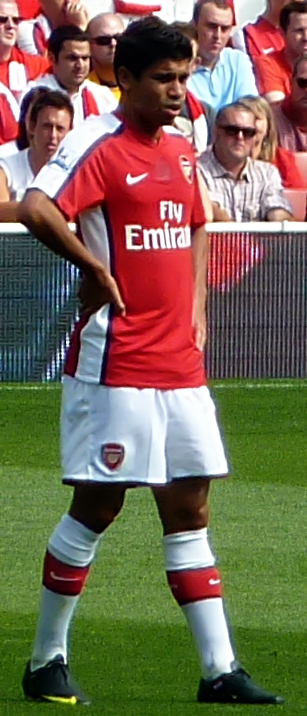
アーセナル時代 (2009年)

アーセナルでは2007年8月19日のブラックバーン・ローヴァーズFC戦でデビュー。同年9月19日のUEFAチャンピオンズリーグ・グループリーグのセビージャFC戦で移籍後初ゴールを記録。ロビン・ファン・ペルシの怪我以降はレギュラーとして活躍した。

#### 怪我
2008年2月23日に行われたバーミンガム・シティFC戦でマーティン・テイラーからタックルを受け負傷した。患部は骨が露出するなどグロテスクな状態になりJ SPORTSはリプレイを自粛した。治療のために試合は約8分間中断され、ピッチ上で酸素マスクを着用するなど処置が行われたのちに病院へ搬送され手術が行われた。検査の結果、腓骨の開放骨折と左足首の脱臼による全治9ヶ月の重傷であることが明らかになり、現役続行は不可能ではないかとも指摘された。
テイラーのタックルについてアーセナルのアーセン・ヴェンゲル監督は「テイラーは2度とフットボールをする資格は無い」と厳しく非難した。この発言は後に言い過ぎだったと撤回している。テイラーはエドゥアルドに直接謝罪し受け入れられたとニュース・オブ・ザ・ワールドに掲載された独占インタビューで報じられたが、エドゥアルド本人はその記事が捏造であると批判し記事は撤回された。

#### 復帰
その後エドゥアルドは順調に回復し2008-09シーズン開幕での復帰も期待されたが、患部の慢性的な痛みが取れなかったため早期の復帰は回避された。12月16日に行われたリザーブでの試合で10カ月ぶりに試合復帰し、翌年2月11日に開催されたクロアチア代表対ルーマニア代表の親善試合に途中出場し、クラブでの公式戦に先駆けて代表戦で公式戦復帰を果たした。この試合ではニコ・クラニチャールの決勝点をアシストしている。この試合に際してクロアチア代表監督のスラベン・ビリッチはベンゲルと緊密に連絡を取っていた。2月16日のFA杯4回戦カーディフ・シティとの再試合がトップチームにおける復帰戦となりペナルティーキックによる1得点を含む2ゴールを挙げ、「人生で最高の日だ」とコメントしている。2009-10シーズンは公式戦32試合に出場し7ゴールをあげた。
2010年7月にFCシャフタール・ドネツクへ移籍金750万ユーロの4年契約で移籍した。

#### シャフタール
2010年10月20日に行なわれたUEFAチャンピオンズリーグ、グループステージのアーセナル戦で移籍後始めてエミレーツ・スタジアムに帰還した。エドゥアルドは後半から途中出場。5-0で敗戦濃厚となっていた後半42分にシャフタール唯一の得点を挙げた。この際、スタジアムのアーセナルファンはまるでアーセナルの選手が得点を挙げたかのように歓声を挙げたうえにスタンディングオベーションでそのゴールを称えた。またゴール後のスタジアムのコールはアウェーチームの得点であるにもかかわらずホーム仕様でコールされた。しかし、エドゥアルド本人は前日のインタビューで宣言した通りにゴールセレブレーションは行なわなかった。
2014年7月、シャフタール・ドネツクを退団し、故郷リオデジャネイロのクラブであるCRフラメンゴと1年半の契約を結んだ。
2015年7月10日、シャフタールに復帰した。

#### アトレチコ・パラナエンセ
2017年、アトレチコ・パラナエンセに移籍した。

### 代表
2004年3月、U-21クロアチア代表のマルティン・ノヴォセラッツ監督が彼のクロアチア帰化と代表入りに興味を示し、とんとん拍子にU-21クロアチア代表入りが決定した。前述の2005-06シーズンの活躍から2006 FIFAワールドカップでの代表招集を望む声も上がったが、代表メンバーに入ることは叶わなかった。UEFA EURO 2008予選では12試合10得点とクロアチア代表の新鋭ストライカーとして活躍し、予選突破に貢献したものの、クラブでの負傷により本戦出場は叶わなかった。UEFA EURO 2012で自身初となる代表での国際大会出場を果たし3試合に途中出場。2014 FIFAワールドカップでもメンバー入りした。大会後の7月15日、代表引退を発表した。

## 代表歴

### 出場大会
- クロアチア代表
  - 2014 FIFAワールドカップ

### 試合数
- 国際Aマッチ 64試合 29得点（2004年-2014年）[7]

| クロアチア代表 | 国際Aマッチ | 国際Aマッチ |
| 年             | 出場        | 得点        |
| -------------- | ----------- | ----------- |
| 2004           | 1           | 0           |
| 2005           | 2           | 0           |
| 2006           | 7           | 6           |
| 2007           | 11          | 7           |
| 2008           | 1           | 0           |
| 2009           | 6           | 5           |
| 2010           | 7           | 0           |
| 2011           | 9           | 4           |
| 2012           | 9           | 4           |
| 2013           | 7           | 3           |
| 2014           | 4           | 0           |
| 通算           | 64          | 29          |

## タイトル

### クラブ
ディナモ・ザグレブ
- プルヴァHNL 2003-04, 2006-07
- フルヴァツキ・ノゴメトニ・クプ 2005-06, 2006-07
- フルヴァツキ・ノゴメトニ・スーペルクプ 2006

シャフタール・ドネツク
- ウクライナ・プレミアリーグ 2010-11, 2011-12, 2012-13, 2013-14
- ウクライナ・カップ 2010-11, 2011-12, 2012-13, 2015-16
- ウクライナ・スーパーカップ 2013, 2014, 2015

レギア・ワルシャワ
- ポーランド・カップ 2017-18